# Encyclopedia of Indo-European Culture
La Encyclopedia of Indo-European Culture o EIEC, editada por J. P. Mallory y Douglas Q. Adams, fue publicada en 1997 por Fitzroy Dearborn. Mallory se encargó de los artículos arqueológicos, y Adams de los lingüísticos. Colaboraron como subeditores muchos de los principales indoeuropeístas de los 90. 
Se trata de un compendio extremadamente útil sobre todas las áreas de los estudios indoeuropeos, la mayoría de cuyos artículos proceden de publicaciones académicas.
Aunque no se trata de una obra polémica, sí responde en parte a las opiniones de Colin Renfrew sobre los orígenes del indoeuropeo. 
No tiene traducción conocida al español.